# Dollfie
Dollfie es una muñeca de resina o vinilo, de entre 26 y 50cm aproximadamente, fabricada por la compañía japonesa Volks.
Las dollfie forman parte de las populares muñecas BJD (ball jointed doll) famosas por ser muñecas delicadas pero resistentes completamente personalizables.
Se tiene la mala costumbre de decirle Dollfie a cualquier muñeca BJd, pero Dollfie solo es el nombre que la compañía ha atribuido a sus muñecas según el tamaño: dollfie, dollfie dream, super dollfie...así como otras compañías ponen nombres a sus muñecas según el tamaño: pukipuki, pukifee, littlefee, minifee, feeple (en el caso de la compañía Dollfairyland)
Existen algunas ediciones limitadas de dollfies: pueden estar basadas en mangas, animes,vocaloid o ser personajes originales de Volks. Son muñecas coleccionables con número de serie.
Pero la gran mayoría de dollfies son las que crea el comprador, utilizando los diferentes cuerpos y cabezas disponibles. Aunque a veces los cuerpos incluyen una cabeza, cualquier cabeza que se venda por separado puede encajarse en cualquier cuerpo.
Hay otras marcas como Noix de Rome o Obitsu, que ofrecen productos similares de materiales más baratos y accesibles, pero "Dollfie" propiamente solo son las de Volks.
Muchas veces se utiliza la palabra dollfie erróneamente para referirse a las Super Dollfies, muñecas de la misma marca, pero que no tienen nada que ver con las pequeñas, el material es completamente diferente y también el concepto de muñeca cambia.

## Tipos
Las Dollfies se dividen en dos tipos: las personalizables (que permiten crear una Dollfie al gusto del comprador, eligiendo su cabeza y su cuerpo para crear la combinación que desee) y las terminadas, que ya vienen acabadas y pintadas de fábricas (aunque también son personalizables si así se desea. La mayoría de las Dollfies terminadas pertenecen a series de animación famosas o a líneas especiales creadas por Volks con características propias).

### Dollfie personalizables
Lo esencial de las Dollfies personalizables es que permiten crear la muñeca que se desea, haciendo su propia combinación de cabeza y cuerpo. Cada una de estas partes cuenta con un amplio catálogo lleno de posibilidades:

#### Cuerpos

##### Excellent Base Model
Disponible en dos tamaños, 27 y 22 cm, este modelo está hecho de uretano y dispone de 15 puntos de articulación visibles (doble articulación en rodillas). Hay cuerpo de chico y chica, y los de chica destacan por los varios tamaños de pecho grande a elegir.
Todos incluyen una cabeza de uretano y están disponibles en tres tonos: Natural skin (piel natural), Light skin (piel pálida) y Tan skin (piel bronceada).

##### EB Beauty
Estas muñecas tienen unas articulaciones más discretas que las Excellent Base Model y no tienen la articulación en la cadera. Solo hay cuerpo de chica.
Se presentan en dos tamaños, las EB Beauty propiamente, que miden 27 cm y las EB Beauty Midi, que miden 25 cm:
EB Beauty
Tienen manos blandas y un sistema para la fácil colocación de la cabeza que facilita el cambio de ropa.
La cabeza incluida es de la línea Dollfie Plus, tiene agujeros para permitir la colocación de ojos desde su interior mediante masilla, y está hecha de PVC.
Los tipos EB-Beauty A y B están disponibles en Natural skin y Light skin, y el tipo C solo en Natural skin.
EB Beauty Midi
Es un cuerpo más "adolescente" que el anterior, y la cabeza incluida está especialmente esculpida para él. No dispone de agujeros en los ojos para colocarlos en su interior. Están disponibles en Natural skin y Light skin.
EB Beauty Soft Bust
Se caracterizan porque la parte del pecho está fabricada en vinilo flexible. Como es lógico, solo hay cuerpo de chica.
Miden 27 cm y sólo están disponibles en Natural Skin. La cabeza que incluyen es la SH-06 (sin agujeros para ojos).

##### Elegant Collection
Este modelo tiene las articulaciones invisibles, y su movimiento se debe a los alambres que se encuentran en el interior del cuerpo. Solo hay cuerpo de chica.
Hay dos modelos de 27 cm, el New Elegant Collection y el New Elegant Collection "S" (más delgado), que no incluyen cabeza, y un modelo de 22 cm, el New Elegant Collection Mini, que incluye una cabeza Neo Head.
En cuanto al precio, la línea Elegant Collection es más cara que la Excellent Base Model o la EB Beauty, pero visualmente es más atractiva.
Los modelos New Elegant Collection "S" y Mini están disponibles en Natural skin, Light skin y Tan skin. El modelo New Elegant Collection solo en Natural skin y Light skin.

##### NEO-EB
La línea NEO-EB es la que tiene las muñecas con más articulaciones de todas las dollfie que fabrica Volks. Está orientada principalmente a posar, para lo que sacrifican parte de su apariencia.
Pueden llegar a adoptar posturas muy realistas que no consiguen las otras muñecas. Por éste motivo hay gente que prefiere usar este modelo para crear "Action Dolls". Está disponible en chico y chica y para todos los modelos existen partes opcionales intercambiables que se venden aparte o se incluyen en el cuerpo, por ejemplo manos en diversas posturas, pies, packs de articulaciones o cabezas.
El precio de estos modelos es parecido al de la Elegant Collection. Los modelos son:
NEO-GO
Es el modelo de chico delgado. Mide 30 cm, incluye 5 pares de manos opcionales y dispone de 23 articulaciones. No incluye cabeza, por lo que hay que comprarla aparte. Se puede elegir entre Natural skin y Guy skin. El Guy skin es parecido a un Tan Skin, es más moreno que el Natural skin.
NEO-GUY
Es el modelo de chico musculoso que se utiliza normalmente para "Action Dolls". Mide 28,5 cm y tiene 40 articulaciones. No incluye manos opcionales ni tampoco cabeza. Se encuentra solo en Guy Skin.
Existe varios tipos de cabeza expresamente diseñadas para este modelo. Se trata de las Dollfie-Plus NEO-GUY, Guy standard head y GUY implanted Custom Hair Head.
NEO-EB
Es el modelo de chica adulta. Mide 27 cm y tiene 38 articulaciones. Se encuentra disponible en Natural skin, Light skin y Tan skin, e incluye una cabeza Neo head (de uretano flexible).
NEO-EB Teens
Es el modelo de chica adolescente, algo más delgado y con menos pecho que el NEO-EB.
Mide 27 cm y tiene 38 articulaciones. Se encuentra disponible en Natural skin, Light skin y Tan skin, e incluye una cabeza Neo head (de uretano flexible).

##### Dollfie Plus
Este modelo incluye cuerpo sin articulación en cadera (parecido a las EB Beauty pero con un torso más voluminoso) y cabeza de uretano.
Lo más destacable es precisamente la cabeza, que al igual que las Super Dollfie, se puede customizar añadiendo ojos en su interior fijándolos con masilla y colocándole una peluca a elegir. También se puede modificar lijando o añadiendo masilla.
Miden 27 cm y están disponibles en Natural skin, Light skin y Tan skin, la Dollfie Plus 01, y únicamente en Natural skin la Dollfie Plus 02. Las cabezas de estos modelos son diferentes, y existen más modelos que se vende sueltos.

##### Customize Doll
La forma del cuerpo de las Customize Doll es muy similar a las Dollfie Plus, aunque con articulación en cadera. El interés se centra en la cabeza, que lleva el pelo esculpido y no tiene agujeros para ojos.
Miden 27 cm y sólo se encuentran en Natural skin.

#### Cabezas opcionales
Hay una gran variedad de cabezas, cada una con sus características, pero lo que es común en todas las opcionales es que no vienen pintadas. Cuando tienen agujeros para los ojos, hay que dibujar otros detalles en la cara, como cejas, pestañas, etc., y cuando no tienen agujeros para ojos, hay que pintarlos también o bien aplicar unas calcomanías especiales que llevan ojos con varias formas y colores diferentes.
Según el tipo de pelo, se puede encontrar
- Cabezas con pelo esculpido
- Cabezas pensadas para ir con peluca (Dollfie Plus)
- Cabezas con pelo implantado
- Cabezas sin pelo, para implantar

Según el tipo de ojos, se puede encontrar
- Cabezas con agujeros en los ojos, para introducirlos dentro fijados con masilla (Dollfie Plus, Neo Guy)
- Cabezas sin agujeros en los ojos, pensadas para que éstos sean pintados o se apliquen mediante calcomanías.

#### Modelos de cabeza

##### Cabezas Dollfie Plus
Tienen agujeros en los ojos, para introducirlos dentro fijados con masilla. No se les puede implantar pelo, ya que el plástico es duro. Están pensadas para usar peluca. Hay hasta 5 modelos diferentes, pero los 1 y 2 solo se venden junto con el cuerpo. 

##### Cabezas NEO-GUY
Son las cabezas correspondientes al cuerpo NEO GUY de la línea NEO-EB.
Hay de dos tipos, las llamadas Dollfie Plus Head Neo-GUY, y las Neo-GUY Head A-Type y B-Type.
Las Dollfie Plus Head Neo-GUY tienen agujeros en los ojos, para introducirlos dentro fijándolos con masilla, igual que las Dollfie Plus. Hay cuatro modelos diferentes (H01, H02, H03 y H04) y tienen el pelo esculpido.
Los modelos Neo-GUY Head A-Type y B-Type también tienen el pelo esculpido, pero viene ya pintado al igual que la cara. No tienen agujeros para los ojos, puesto que son pintados.

##### Cabezas Dollfie Skin
Existen varios modelos diferentes, por ejemplo las SH-07, SH-08, SH-09, SH-11 y la SH-06, que se vende con las EB Beauty Soft Bust. Son cabezas flexibles sin pelo, para poderlo implantar después mechón a mechón, mediante diferentes técnicas. El pelo se puede comprar también en Volks, por ejemplo. Se conoce como Dollfie Rooting Hair.

##### Cabezas Custom Hair
Están disponibles en diversos colores de piel y de pelo, según el modelo. Y también hay variaciones según la manera en que está el pelo distribuido (center part, side part, double tail).
Hay cabezas de chica (A Head Type, B Head Type y C Head Type), cabezas de chico (GO01, GO02 y GO03) y cabezas para cuerpos Mini o Midi (el tipo adolescente) que son la Mini Head Type y la Midi Head Type.
El pelo que llevan es muy largo, para que el dueño pueda darle el estilo final que quiera (cortes, rizos, flequillos, etc.).

##### Cabezas Dollfie Styling Hair
Son cabezas que llevan el pelo implantado, en varios colores para elegir, pero ya viene cortado y fijado en forma de melena corta con flequillo. Todos los modelos son de chica y en Normal skin. Usan el modelo A Head Type de las cabezas Custom Hair.

### Dollfie acabadas
Estas dollfie son muñecas que no necesitan ninguna customización para empezar a disfrutarlas. Vienen con la cara pintada y pelo. Aunque esto no significa que en algún momento no se puedan personalizar.
Existen los siguientes tipos:

#### Who's That Girl (WTG)
Son muñecas de 27 cm del tipo "Fashion Doll" lanzadas por Volks en el 2003. Hay dos modelos de chica: Kana y Nami. Se distinguen por el maquillaje y la forma de la cara, ya que ambos modelos tienen muchos colores de pelo entre los que escoger.
Al ser del tipo "Fashion Doll", es una línea orientada a la ropa principalmente. Dispone de colecciones de ropa diseñada especialmente para ella y en la que no falta ningún detalle. Por este motivo el precio puede llegar a ser elevado comparado con lo que vale la muñeca básica.
Dentro de la línea WTG hay dos modelos de chico que no están acabados, es decir, necesitan que el dueño los acabe de personalizar. Se trata de los modelos Takeru y Yamato. La cabeza tiene agujeros al estilo de las Dollfie Plus, hay que introducirle los ojos y ponerle peluca. El cuerpo es parecido al del NEO-GO.

#### Century Model
Las Century Model son "Fashion Dolls" de 27 cm cuya cara está diseñada por Kyon. Al ser "Fashion Dolls", y al igual que las WTG, están orientadas a la ropa. Ésta es diseñada por Mitsubachi Keito. Son muñecas de edición limitada. Por lo tanto también se venden vestidas, con maquillaje, pelo y accesorios.
El cuerpo base es el Century Body, que no se parece a los otros cuerpos de dollfie. Es más alto y elegante. El aspecto general de la muñeca recuerda al estilo de las Tyler o las Gene, por ejemplo.
El precio es muy superior a cualquier otra dollfie. Está alrededor de los 17.000 yen, pero también las hay más baratas.

#### Lost Angel Story
Es una serie de muñecas limitadas de estilo anime basadas en una historia original de Volks. Las muñecas usan como base los modelos customizables de Volks, de los que se han hablado más arriba, pero vienen ya pintadas y vestidas, y con pelo implantado.
Su precio es superior a los 10 000 yenes, llegando a cantidades verdaderamente altas en algunos modelos muy especiales.
También se pueden comprar las historias originales, llamadas "Concept note".
Hay una línea de ropa inspirada en la línea de Lost Angel Story, que se puede comprar por separado. Se llama Tenshi no Koromo.

#### Der Ring Des Niebelungen
Son dollfies inspiradas en las valquirias de la obra "El anillo del nibelungo", de Richard Wagner, pero que Volks ha introducido en una de sus historias originales.
Al igual que las muñecas de Lost Angel Story, se usan como base los modelos customizables de Volks.
Su precio va desde los 15.000 a los 18.000 yenes, aproximadamente.

### Dollfie y Dollfie Dream
Volks también fabrica un tipo de muñeca de vinilo a medio camino entre una Super Dollfie y una Dollfie. Se trata de las Dollfie Dream (DD), disponibles en dos tamaños (60 y 43 cm). Inicialmente solo existían las grandes y sus piezas estaban unidas mediante gomas, al igual que las Super Dollfie, ese cuerpo se conocía como DD1, y sus poses eran limitadas. Hoy en día el cuerpo tiene una estructura en su interior similar a la que tienen las dollfie de 26 cm que permite una gran posabilidad. El cuerpo actual se conoce como DD2.
Existen ediciones limitadas de Dollfie Dream, pero no es difícil hacerse con una muñeca mediante la compra de una cabeza opcional y un cuerpo a elegir.
Quizá a excepción de los ojos animetic, que se ven más en Dollfie Dream, los accesorios tales como ojos y pelucas son de los mismos tamaños y tipos que los que se usan para Super Dollfie, por lo tanto se pueden intercambiar estos accesorios entre un tipo de muñeca y el otro. La ropa y los zapatos no son siempre intercambiables.